# گیشا

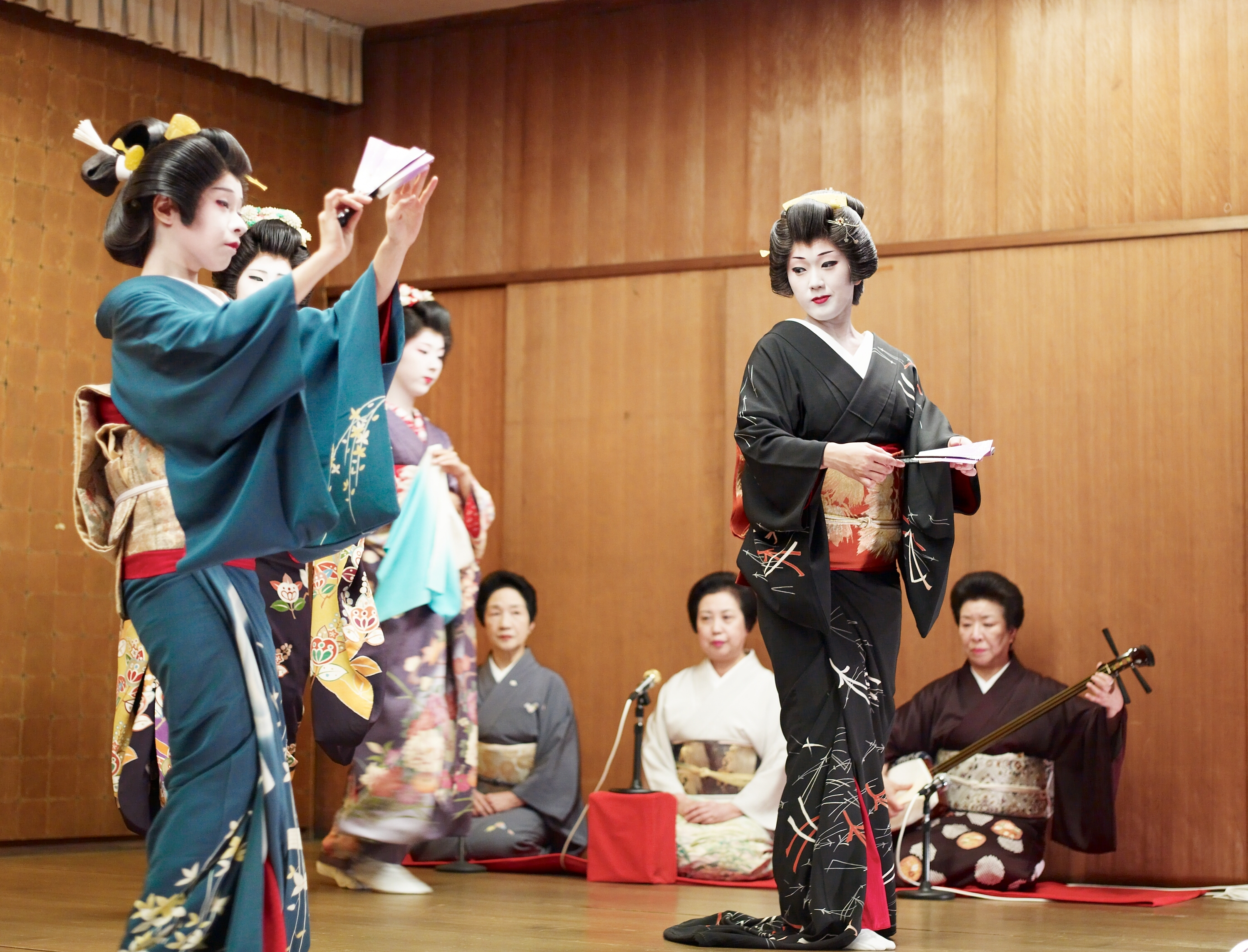
رقص گِیشاها

گِیشا (به ژاپنی: 芸者، به خط لاتین: geisha)، که به آن گِیگی (به ژاپنی: 芸妓، به خط لاتین: geigi) یا گیکو هم گفته می‌شود در ژاپن به زن هایی گفته می‌شد که برای رقص و آواز، سرگرمی، حاضرجوابی و پذیرایی تربیت می‌شدند و هنرهای آن‌ها شامل هنرهای مختلف ژاپنی می‌شود، مانند رقص و موسیقی کلاسیک.